# 圣经无误
圣经无误（英語：Biblical inerrancy），或稱聖經無謬無誤、聖經絕對無誤、聖經底本無誤，是更正教教內的基要派人士所持有的關於《聖經》的神学觀點中的核心概念，也是部分福音派人士、灵恩派人士及时代论者的神學思想中的核心概念。聖經無誤論者相信《聖經》所宣揚所有的教訓都沒有錯誤和缺失；或至少認為最原始版本的經文沒有任何地方違背事實，他們認為因為聖經是由上帝啟示其作者與編輯者寫成，所以《聖經》的一字一句，等同於由上帝所直接寫下，雖然翻譯過程和傳抄過程可能會出錯，但是，此外的部份，都是完全正確的，因此，聖經中的每字每句都完全没有错误，不可能錯誤，而且其没有自相矛盾之处：“《圣经》是完全准确的，包括历史及科学的部分。”
更正教教內的另一些派別（包括自由主義神學、新正統神學和部分福音派人士），對此持比較寬鬆的看法，所認為《聖經》雖是由上帝默示的，但是由於經由人寫作編輯，因此可能有部分限制或技術上的缺失，故此他們持有關於聖經無謬（Biblical infallibility）的觀點，其認為《聖經》在其主旨（神學、教義、信仰生活上）沒有錯誤，但在歷史、科學等部份則不排除有誤，這個概念也被稱為聖經真理無誤。
聖經無誤論在北美福音派中是一項重要的教義與神學議題，1978年進一步形成了《芝加哥聖經無誤宣言》（Chicago Statement on Biblical Inerrancy，CSBI），但對於其餘地區或其他教派來說並沒有同樣顯著的意義。英國福音派對於此議題的重視就不若北美福音派，幾乎沒有在信仰生活發揮任何作用。改革宗等教派在《西敏信條》中關於聖經的認信是：「上帝是聖經的作者，所以我們應當接受聖經，因為聖經是上帝的話。」其主張因著教會的見證、對《聖經》屬性的認識，尤其聖靈及上帝的話在人們心中所作的見證，「讓我們完全確信聖經無謬真理與屬上帝權威」。
天主教對《聖經》的絕對無誤性有着限度的信念，其認為使用了原先語言的原始文獻，包括被視為“次經”的書籍，在傳達天主為人類的救贖而意欲傳達的眞理方面是準確無誤的，然而，教內有觀點認為對自然現象的描述不應被視爲靈感迸發且絕對無誤的科學論斷，而是反映了作者所使用的語言以及他們所處的時代對相關現象的理解。
對於聖經無誤論的信念一直受到科學家、聖經學家及宗教懷疑論者所抨擊，原因是這種無誤論的範疇與科學方法及歷史記錄相衝突。相比之下，那些不相信聖經字面解說的基督徒更關注經文的本意，而非其字面表述的真確性。

## 定義

### 無誤
“無誤”（inerrancy）一詞來自英語單詞 “inerrant”，源自拉丁語 “inerrantem”。 《牛津英語詞典》將“inerrant”定義為“無誤；沒有錯誤；真確的。”

### 完全無誤和有限無誤
一些聖經字面主義者或保守派基督徒教導聖經在所有方面都沒有錯誤，包括年代學、歷史、生物學、社會學、心理學、政治、物理學、數學、藝術等等。其他基督徒則相信，經文只有在落實其主旨時才是正確的（無誤的），意即揭示上帝、上帝的異象、目的以對人類的好消息。

### 無誤和無謬
若在“無誤”（inerrancy）之外另外論及聖經的“無謬”（infallibility），這個表述在神學上的意涵可能是以下之一：
- “無謬”等於“無誤”。
- “無誤”是完全無誤，“無謬”指更狹義的觀點，即聖經在向人類傳達上帝的自我啟示方面沒有錯誤。 [4][14]根據這種理解，“無謬”指涉的範圍較“無誤”少。
- 傅蘭姆（John M. Frame）認為在字義上原本“無謬”是比“無誤”更強烈的用詞：“無誤”意味不存在錯誤；“無謬”意味不可能有錯誤。[15]

## 历史
一些教會到了後宗教改革時期開始形成不是基於會議、信條或教會權威的聖經無誤教義。科爾曼（R.J.Coleman）提出了一個說法：“教会历史之中有很长的时间中，圣经无误并不是一个关键问题。实际上，两个世纪前才有了正式的圣经无误教义。
之後充斥各樣赞成和反对论点的书籍，几乎任何人都可以加入到辩论中。”
然而，在20世纪70年代和80年代，古代神学界之间关于《圣经》是否绝对正确這個問題的辩论，成为学术焦点。一些著名的基督教神学院，如普林斯顿神学院和福乐神学院，正式采纳了完全真确（infallibility）教义而拒绝了圣经无误（inerrancy）教义。
本次辩论的另一方面主要是关于《今日基督教》杂志和哈罗德·林塞尔的《为了圣经的战役》一书。作者断言，圣经无误教义的丧失将会破坏教会。保守基督教背后的想法是认为，一旦一个人无视《圣经》的终极真理，那么一切都可以变成合理的。

## 新教的相關觀點
富樂神學院正式採納了關於僅限於神學事務的無誤性（現在有些作者稱之為「無誤性」）的觀點。它解釋道：
如果「無誤性」指的是聖靈透過聖經作者向教會傳達的信息，我們支持使用這個詞。如果過度強調諸如時間順序細節、事件的精確順序以及數字暗示之類的內容，我們會認為這個詞具有誤導性且不恰當。
《今日基督教》雜誌和哈羅德·林賽爾所寫的《為聖經而戰》一書尤其主張一種更為全面的觀點。林賽爾斷言，失去聖經無誤性相關教義是導致教會瓦解的根本原因，而保守派基督徒也支持這一觀點。

### 關於聖經無誤論的論據的觀點
諾曼·蓋斯勒和威廉·尼克斯（1986）寫道，聖經無誤論通常透過一系列觀察和過程來被論證，其中包括：
- 《聖經》所謂的歷史準確性

- 《聖經》宣稱自己無誤

- 一般教會歷史與傳統

- 個人關於上帝的經歷

達拉斯神學院新約教授丹尼爾·B·華萊士將論證方法分為兩種方法：   演繹法及歸納法。

#### 演繹論證
第一個演繹論證是，《聖經》聲稱它是神所默示的（例如這段經文宣稱：「聖經都是神所默示的，於教訓、督責、使人歸正、教導人學義都是有益的。」（《提摩太後書》第三章第十六節）） 而且由於上帝是完美的，因此《聖經》也必定是完美的，故此它沒有任何錯誤。例如，福音派神學研究會的信仰聲明聲稱：“唯有《聖經》，以及完整的《聖經》，才是神之話語，故此其底本是絕無錯誤的。”
支持這一論點的觀點是，上帝不會説謊這一説法。 WJ Mcrea寫道：
《聖經》由此提出了兩個基本主張：   它明確地宣稱上帝不會説謊，聖經是上帝的話語。聖經無誤論的論點主要源自於這兩個事實的結合。
史丹利‧格倫茨 (Stanley Grenz)寫道：
因為上帝不可能説謊，也因為聖典是上帝所默示的，所以《聖經》必然完全正確。這種三段論或許能夠證明《聖經》的無誤性，卻無法定義這個概念。
此外，蓋斯勒也表示：
那些捍衛聖經無誤性的人是純粹的演繹主義者。他們從對關於上帝和聖經的某些假設入手，即上帝不會説謊一説、《聖經》是上帝的話一説。基於這些假設，聖經無誤論者推論道《聖經》是沒有錯誤的。
第二個論點是，耶穌及使徒們使用《舊約聖經》的方式，都假定它是無誤的。舉例來説，一些人認為，在《加拉太書》第三章第十六節中，保羅的論點基於這樣一個事實：   《創世記》中提到「亞伯拉罕和他的後裔」時，「後裔」一詞是單數而非複數，這（如上所述）為逐字逐句的無誤論式解釋開了先例。
那些應許原是向亞伯拉罕和他的後裔說的。神不說“和眾後裔”，好像是指許多人說的，乃是指一個人說的，“和你的後裔”，就是基督。——《加拉太書》第三章第十六節
同樣地，一些人認為，耶穌曾經説過，舊約律法的每一個細節都必須被履行，這表明（經文表明）每一個細節都必須正確無誤這一立場：
我實在告訴你們，就是到天地都廢去了，律法的一點一畫也不能廢去，都要成全。——《馬太福音》第五章第十八節（英王欽定本）
儘管在這些經文中，耶穌及使徒們只提及了《舊約》，不過有些人認為這個論點也適用於《新約》著作，理由是《彼得後書》第三章第十六節將《新約》著作視為聖典的一部份：「他一切的信上也都是講論這事。信中有些難明白的，那無學問、不堅定的人強解，如強解別的經書一樣，就自取沉淪。」

## 天主教的相關觀點
在天主教教內的相關討論中，《聖經》在不是關乎 教會涉及信仰及道德事務的教導 的方面上 並不是無誤的或無謬的文獻。

### 在梵蒂岡第二屆大公會議開始之前
聖若望·亨利·紐曼在1884年寫道，他承認聖經靈感中有“人性的一面”，這“在語言、風格、思維語調、性格、智力特徵以及那些屬於我們本性、在無關緊要的事情上可能表現為在教義定義中被稱作‘附帶論斷’的弱點被表現出來，這些弱點並不是罪惡的，而是與生俱來的 ”。從這個角度來看，《聖經》包含了許多具有歷史性質的陳述，這些陳述本身並不具備救贖意義，因此也不一定地絕對無誤的。他常被稱爲“缺席的梵二之父”（缺席是因爲他在梵二會議開始七十二前年就去世了），而《論教理》諭文的措辭就呼應了紐曼的立場。撰寫該文的神學家們暸解並充分肯定他的觀點 。
1907年，教宗庇護十世在《Lamentibili sane exitu》中譴責了歷史批判方法。然而，大約在20世紀中葉前後，情況出現了變化。1943年，教宗庇護十二世頒佈了通諭《Divino afflante Spiritu》，使得歷史批判不僅被允許，而且被視作“一項義務”。天主教聖經學者雷蒙德·E·布朗將這份通諭描述爲“聖經研究領域的《大憲章》”。

### 梵蒂岡第二屆大公會議進行期間
經過數年的討論和無數草稿的推敲，在1965年11月18日，梵蒂岡第二屆大公會議通過了《天主的啟示》教義憲章，該憲章以其第一個拉丁詞“Dei verbum”而得名。該文件在關於無誤性方面的教導僅見於一句話中：
因為受默感的聖經作者所陳述的一切，應視為是聖神的話，故此理當承認聖經是天主為我們的得救，而堅定地、忠實地、無錯誤地、教訓我們的真理（五）。
自梵蒂岡第二次大公會議結束以來，官方從未就此短語的含義作出任何聲明。 《天主教教理》 （1992年）第107條只是引用了《天主的啟示》中的一句話，並未作任何進一步解釋：
受默感的書教導真理。「由於受默感的聖經作者所宣稱的一切，應被視為聖神所宣稱的，故此應該聲明聖經各書，堅定地、忠實地、無錯誤地教導真理，這真理是天主為我們的得救，而願意寫在聖經裡的」。

### 現今天主教的看法
一些神學家和辯護者聲稱，關於完全無誤性的觀點仍是教會的教義。例如，在2011年的合集《為了我們的救贖》中，可以找到捍衛這一立場的文章。在更受歡迎的層面上，在有護教性質的網站《天主教答案》上，不乏維護相同立場的文章。
例如，被認為“或許是英語世界中最重要的天主教聖經學者”的雷蒙德·E·布朗寫道：
關於無誤性，梵蒂岡第二次大公會議做出了一個重要的限定，正如我們加斜體部分所表明的：“聖經諸卷必須被承認爲堅定地、忠實地、無誤地教導眞理，即天主為我們的救贖而希望載入聖典的真理。”有些人試圖將加斜體的短語解讀爲涵蓋人類作者表達的一切內容，但預先的投票辯論顯示了對《聖經》中可能存在錯誤的意識。【…】 因此，恰當地來看，這一條款意在明確指出： 符合天主救贖目的的聖經教導是無誤的眞理。
他還寫道：
在過去的一百年裡，我們的理解已經從這樣一種觀念轉變而來： 靈感保證了《聖經》的絕對無誤性，轉變爲這樣一種理解： 無誤性僅限於《聖經》關於“那些 天主為我們的救贖而希望載入聖典的眞理”的教導。在這一漫長的思想歷程中，無誤性概念並未被完全摒棄，而是經過了嚴肅的修正，以適應聖經批判的證據，這些證據顯示，《聖經》在科學、歷史乃至受時間條件影響的宗教信仰等問題上並非絕對無誤。
同樣，聖經學者R. A. F. 麥肯齊他在對《天主的啟示》的評註中寫道：
《聖經》被撰寫此舉並非為了教授自然科學，也並非僅僅為了提供政治歷史方面的信息。它論述這些（及其他所有主題）此舉的唯一前提是，它們與關於救贖的事務有關。正是在這個意義上，才涉及天主的眞理性和受聖神感動之作者的絕對無誤性。
於在第二次梵蒂岡大公會議上對德國主教發表的一次講話中，將來成為了教宗的本篤十六世將無誤性描述爲涉及經文意欲肯定的一切內容，但並不一定涉及其表達形式，他説道：
根據歷史學家的一個幾乎無可辯駁的共識，在《聖經》中與經文本意無關的世俗事務中存在錯誤和瑕疵，這並不令人感到意外。
他還説道：
經文在它理應確認的一切內容上是無誤的，且毋庸置疑，但對於伴隨確認但不屬於確認本身的內容，情況則未必如此。因此， 【...】 經文的無誤性必須被限定在其[即真正被確認的]vere enunciata。
這些觀點同樣被許多教會官員持有，因而在一些教會文件被認可。舉例來説：      
一份官方報告（1999年），內容是關於美國天主教主教會議與南浸信會大會之間的神學對話，可在美國天主教主教會議的網站上被找到：
對於羅馬天主教徒來説，無誤性被理解爲聖經受神啓示一事的必然結果；它更多地關乎《聖經》作爲整體的眞理，而非任何關於文字無誤性的理論。梵蒂岡第二屆大公會議指出"the books of Scripture must be acknowledged as teaching firmly, faithfully, and without error that truth which God wanted put into the sacred writings for the sake of our salvation"（Dei verbum 11）。重要的是，“ that truth”後面加上了“ for the sake of our salvation”這一限定語。
英格蘭和威爾士主教會議 及 蘇格蘭主教會議於2005年發佈的題爲《聖典的禮贈》（The Gift of Scripture）的“教學文件”：
14. 【...】 這些被宣佈爲聖典並被聖神啓發的書籍包含了“天主為了我們的救贖而希望在神聖經文中記載的眞理”（Dei verbum 11）。值得注意的是，梵蒂岡第二次大公會議的教導指出，經文的真理存在於所有那些“為了我們的救贖”而被記載下來的內容中。我們不應期望聖經在其他世俗事務上具備完全準確性。我們也不應指望在聖經中找到完全的科學精確度或完整的歷史精確度。
2008年關於“天主聖言”的主教會議工作文件：
15. 【...】 儘管《聖經》的所有部分都是天主所默示的，但無誤性僅適用於“那些天主為了救贖的目的而希望載入聖典的眞理”（DV 11）。

## 对聖經完全無誤論的批駁
關於聖經完全無誤論的正確性的論證方式被一些批駁者視為循環論證的例子，參看「循環論證關於複雜的支持結構的第一個例子」，但也有人對這一批駁意見作出反駁，其聲稱《聖經》實際上不是一本書，而是由六十六本書所構成的，其共同有一個整體的主題和方向，沒有實際的矛盾，還有許多歷史及地理事實證明《聖經》的內容的真確性。
著名作家方舟子博士曾經撰文聲稱《聖經》的內容在細節上不少有不一致的地方。
一些基督教徒聲稱，儘管《聖經》的內容可能有一些錯處，不過人們仍能在上主的指引下通過傳統、經驗及理性思考等等來試圖了解祂。

## 關於無誤性所及範圍的各種觀點
天主教會認為，根據現時的發現 對《聖經》的不同篇章進行不同解讀這一行為是可以接受的，前提是這些解讀不偏離天主教的教義。1943年，教宗庇護十二世頒佈了通諭《Divino afflante Spiritu》，使得歷史批判不僅被允許，還成爲研究聖經的‘義務’。時至今日，已經存在了諸如天主教聖經協會這樣的學術團體，致力於對《聖經》進行學術性研究。早在古典時期晚期，希波的聖奧古斯丁就教導基督教徒在解讀經文（就他的情況而言，是指《創世紀》）時，應根據任何新知識來調整自己的理解。